# قزل‌یول (خداآفرین)
قزل‌یول یکی از روستاهای استان آذربایجان شرقی است که در دهستان کیوان بخش مرکزی شهرستان خداآفرین واقع شده‌است.